# Wangen (Schwyz)
Wangen es una comuna suiza del cantón de Schwyz, situada en el distrito de March, a orillas del lago de Zúrich. Limita al norte con la comuna de Rapperswil-Jona (SG), al este con Tuggen, al sureste Schübelbach, al suroeste con Galgenen, y al oeste con Lachen. A Wangen le pertenecen también Nuolen y una parte del pueblo de Siebnen.